# NGC 819
NGC 819 (również PGC 8174 lub UGC 1632) – galaktyka spiralna (S?), znajdująca się w gwiazdozbiorze Trójkąta. Odkrył ją Heinrich Louis d’Arrest 20 września 1865 roku.
W galaktyce tej zaobserwowano supernową SN 2007hb.